# 罗茜·达菲尔德
罗斯玛丽·克莱尔·"罗茜"·达菲尔德（英語： MP，1971年7月1日—）是一位英国政治人物，工党党员。2017年至今任英国下议院坎特伯雷选区议员。
她因發表女士是有盤腔，表達女性是根據生理性別而界定；不為黨領袖史達瑪所接受和與黨支持「跨性別」人士的「自我認定」性別，所以她在2024年9月脫離工黨，成為獨立政治議員。
在2025年4月16日, 最高法院的 Women Scotland v Sottish Ministers 判定，根據2010年〈平等條例〉所界定的男女性別是基別生理性別而訂定，因此輿論便要求史須為工黨給她的壓力而道歉！

## 早年经历
达菲尔德1971年生于伦敦，16岁时离开学校成为一名助教，后改行做起了专职作家。她是一位单身母亲，育有两个孩子，在坎特伯雷居住了19年后决定参选国会议员。她曾任坎特伯雷选区工党主席，一直是包括动物权利和环境保护在内的一系列问题的积极倡导者。

## 政治事业
达菲尔德于2017年6月8日当选为坎特伯雷选区议员，以187票的多数击败朱利安·布拉西尔爵士，成为自1885年单一选区重新成立以来第一位代表坎特伯雷的非保守党议员，也是第一位在坎特伯雷当选的工党议员。
在竞选举期间，她表示反对文法学校却同时把自己的孩子送到文法学校，因此遭到批评。